# فلافيو كوردوبا
فلافيو كوردوبا (بالإسبانية: Flavio Córdoba)‏ (4 أكتوبر 1984 في كولومبيا - ) هو لاعب كرة قدم كولومبي في مركز الدفاع. لعب مع ريفر بليت ونادي ميلوناريوس وناسيونال مونتيفيديو وHuracán Buceo ‏ ولا إكويداد ‏ وكوكوتا ديبورتيفو ‏.

## وصلات خارجية
- فلافيو كوردوبا على موقع إي إس بي إن إف سي (الإنجليزية)
- فلافيو كوردوبا على موقع قاعدة بيانات كرة القدم.إي يو (الإنجليزية)
- فلافيو كوردوبا على موقع Soccerway.com (الإنجليزية)
- فلافيو كوردوبا على موقع AS.com (الإسبانية)